# Nederländerna i olympiska sommarspelen 2008
Nederländerna i olympiska sommarspelen 2008 bestod av hela 639 idrottare som blivit uttagna av Nederländernas olympiska kommitté.

## Baseball
- Huvudartikel: Baseboll vid olympiska sommarspelen 2008

| Lag           | G | W | L | RS | RA | Vinst% | GB | Tiebreaker |
| ------------- | - | - | - | -- | -- | ------ | -- | ---------- |
| Sydkorea      | 7 | 7 | 0 | 41 | 22 | 100%   | -  | -          |
| Kuba          | 7 | 6 | 1 | 52 | 23 | 85,7%  | 1  | -          |
| USA           | 7 | 5 | 2 | 40 | 22 | 71,4%  | 2  | -          |
| Japan         | 7 | 4 | 3 | 30 | 14 | 57,1%  | 3  | -          |
| Taiwan        | 7 | 2 | 5 | 29 | 33 | 28,6%  | 5  | 1-0        |
| Kanada        | 7 | 2 | 5 | 29 | 20 | 28,6%  | 5  | 0-1        |
| Nederländerna | 7 | 1 | 6 | 9  | 50 | 14,3%  | 6  | 1-0        |
| Kina          | 7 | 1 | 6 | 14 | 60 | 14,3%  | 6  | 0-1        |

## Bordtennis
- Huvudartikel: Bordtennis vid olympiska sommarspelen 2008
- Singel, damer

| Idrottare | Gren   | Grundomgång          | Omgång 1             | Omgång 2                                   | Omgång 3                                    | Omgång 4                                       | Kvartsfinal          | Semifinal            | Final                |
| Idrottare | Gren   | Motståndare Resultat | Motståndare Resultat | Motståndare Resultat                       | Motståndare Resultat                        | Motståndare Resultat                           | Motståndare Resultat | Motståndare Resultat | Motståndare Resultat |
| --------- | ------ | -------------------- | -------------------- | ------------------------------------------ | ------------------------------------------- | ---------------------------------------------- | -------------------- | -------------------- | -------------------- |
| Li Jiao   | Singel |                      |                      |                                            | Ni Xialian (LUX) W 6-11 11-8 11-9 11-8 11-8 | Guo Yue (CHN) L 2-11 6-11 3-11 11-13           |                      |                      |                      |
| Li Jie    | Singel |                      |                      | Zhu Fang (ESP) W 8-11 11-4 11-7 14-12 11-5 | Liu Jia (AUT) W 11-5 11-8 9-11 12-10 11-3   | Feng Tianwei (SIN) L 11-7 11-13 7-11 5-11 4-11 |                      |                      |                      |

- Lag, damer

| Lag           | Poäng | Matcher | Vinster | Förluster | GW | GL |
| ------------- | ----- | ------- | ------- | --------- | -- | -- |
| Singapore     | 6     | 3       | 3       | 0         | 9  | 0  |
| USA           | 5     | 3       | 2       | 1         | 6  | 4  |
| Nederländerna | 4     | 3       | 1       | 2         | 4  | 6  |
| Nigeria       | 3     | 3       | 0       | 3         | 0  | 9  |

13 augusti
| Nederländerna | 3–0 | Nigeria |
| Nederländerna | 1–3 | USA     |

14 augusti
| Singapore | 3–0 | Nederländerna |

## Cykling
- Huvudartikel: Cykling vid olympiska sommarspelen 2008

### BMX
Herrar
| Cyklist                | Gren | Seedning | Seedning  | Kvartsfinal | Kvartsfinal | Semifinal        | Semifinal        | Final            | Final            |
| Cyklist                | Gren | Tid      | Placering | Tid         | Placering   | Tid              | Placering        | Tid              | Placering        |
| ---------------------- | ---- | -------- | --------- | ----------- | ----------- | ---------------- | ---------------- | ---------------- | ---------------- |
| Raymon van der Biezen  | BMX  | 36.112   | 5:e Q     | 10 p        | 7:e Q       | 14 p             | 5:e              | Gick inte vidare | Gick inte vidare |
| Rob van den Wildenberg | BMX  | 36.522   | 18:e Q    | 8 p         | 2:a Q       | 9                | 2:a Q            | 39.772           | 5:e              |
| Robert de Wilde        | BMX  | 36.803   | 23:e Q    | 18 p        | 7:e         | Gick inte vidare | Gick inte vidare | Gick inte vidare | Gick inte vidare |

Damer
| Cyklist     | Gren | Seedning | Seedning  | Semifinaler | Semifinaler | Final            | Final            |
| Cyklist     | Gren | Tid      | Placering | Tid         | Placering   | Tid              | Placering        |
| ----------- | ---- | -------- | --------- | ----------- | ----------- | ---------------- | ---------------- |
| Lieke Klaus | BMX  | 38.709   | 11:e Q    | 13 p        | 5:e         | Gick inte vidare | Gick inte vidare |

### Mountainbike
Herrar
| Cyklist        | Gren         | Tid                      | Placering |
| -------------- | ------------ | ------------------------ | --------- |
| Bart Brentjens | Mountainbike | varvad med två varv kvar | DNF       |
| Rudi van Houts | Mountainbike | varvad med två varv kvar | DNF       |

Damer
| Cyklist               | Gren         | Tid     | Placering |
| --------------------- | ------------ | ------- | --------- |
| Elsbeth van Rooy-Vink | Mountainbike | 1:53:30 | 14        |

### Landsväg
Herrar
| Cyklist         | Gren      | Tid                      | Placering |
| --------------- | --------- | ------------------------ | --------- |
| Stef Clement    | Linjelopp | DNF                      | DNF       |
| Stef Clement    | Tempolopp | 1h 04′ 59.42″ (+2:47.99) | 9:e       |
| Laurens ten Dam | Linjelopp | 6h 34′ 26″ (+10:37)      | 65:e      |
| Robert Gesink   | Linjelopp | 6h 24′ 07″ (+0:18)       | 10:e      |
| Robert Gesink   | Tempolopp | 1h 05′ 02.88″ (+2:51.45) | 10:e      |
| Karsten Kroon   | Linjelopp | DNF                      | DNF       |
| Niki Terpstra   | Linjelopp | DNF                      | DNF       |

Damer
| Cyklist         | Gren      | Tid                   | Placering |
| --------------- | --------- | --------------------- | --------- |
| Chantal Beltman | Linjelopp | 3h 37′ 02″ (+4:38)    | 47:e      |
| Mirjam Melchers | Linjelopp | 3h 33′ 17″ (+0:53)    | 36:e      |
| Mirjam Melchers | Tempolopp | 37′ 51.59″ (+2:59.87) | 18:e      |
| Marianne Vos    | Linjelopp | 3h 32′ 45″ (+0:21)    | 6:e       |
| Marianne Vos    | Tempolopp | 36′ 58.67″ (+2:06.95) | 14:e      |

### Bana
Sprint
| Cyklist                        | Gren                | Kvalifikation        | Kvalifikation | 1/16-final (uppsamling)                             | 1/8-final (uppsamling)                              | Kvartsfinal                                                | Semifinal                        | Final (5–12:e plats)               | Final (5–12:e plats) |
| Cyklist                        | Gren                | Tid Hastighet        | Placering     | Motståndare Tid Hastighet                           | Motståndare Tid Hastighet                           | Motståndare Tid Hastighet                                  | Motståndare Tid Hastighet        | Motståndare Tid Hastighet          | Placering            |
| ------------------------------ | ------------------- | -------------------- | ------------- | --------------------------------------------------- | --------------------------------------------------- | ---------------------------------------------------------- | -------------------------------- | ---------------------------------- | -------------------- |
| Theo Bos                       | Herrarnas sprint    | 10.318 (69.780)      | 9:e           | W Mark French (AUS) 10.959 (65.699)                 | W Kévin Sireau (FRA) 10.777 (66.808)                | L Mickaël Bourgain (FRA) (0–2)                             | Gick inte vidare                 |                                    | 7:e                  |
| Teun Mulder                    | Herrarnas sprint    | 10.373 (69.410)      | 13:e          | L Maximilian Levy (GER) W Repechage 10.889 (66.121) | W Stefan Nimke (GER) 10.888 (66.127)                | L Maximilian Levy (GER) (0–2)                              | Gick inte vidare                 |                                    | 6:e                  |
| Yvonne Hijgenaar               | Damernas sprint     | 11.533 (62.429)      | 10:e          |                                                     | L Anna Meares (AUS) Rep: L Simona Krupeckaitė (LTU) | Gick inte vidare                                           | Gick inte vidare                 | Gick inte vidare                   | 11:e                 |
| Willy Kanis                    | Damernas sprint     | 11.167 (64.475)      | 4:e           |                                                     | W Lisandra Guerra (CUB) 12.155 (59.234)             | W Jennie Reed (USA) (2–0)                                  | L Victoria Pendleton (GBR) (0–2) | Bronslopp L Guo Shuang (CHN) (0–2) | 4_e                  |
| Theo Bos Teun Mulder Tim Veldt | Herrarnas lagsprint | 44.213 (61.068 km/h) | 4:e Q         |                                                     |                                                     | L R Bayley – D Ellis – M French (AUS) 44.212 (61.069 km/h) |                                  | Gick inte vidare                   | 5:e                  |

Förföljelse
| Cyklist                                                                    | Gren                     | Kvalifikation | Kvalifikation | 1:a omgången          | 1:a omgången     | Final            | Final            |
| Cyklist                                                                    | Gren                     | Tid           | Placering     | Motståndare Tid       | Placering        | Motståndare Tid  | Placering        |
| -------------------------------------------------------------------------- | ------------------------ | ------------- | ------------- | --------------------- | ---------------- | ---------------- | ---------------- |
| Jens Mouris                                                                | Herrarnas förföljelse    | 4:27:445      | 13:e          | Gick inte vidare      | Gick inte vidare | Gick inte vidare | Gick inte vidare |
| Jenning Huizenga                                                           | Herrarnas förföljelse    | 4:37:097      | 18:e          | Gick inte vidare      | Gick inte vidare | Gick inte vidare | Gick inte vidare |
| Levi Heimans Jens Mouris Robert Slippens Wim Stroetinga Pim Ligthart (res) | Herrarnas lagförföljelse | 4:04.806      | 6:e           | L Australien (varvad) |                  | Gick inte vidare | 6:e              |

Keirin
| Cyklist     | Gren             | 1:a rundan | Uppsamling | 2:a rundan       | Finaler (7–12:e plats) |
| Cyklist     | Gren             | Placering  | Placering  | Placering        | Placering              |
| ----------- | ---------------- | ---------- | ---------- | ---------------- | ---------------------- |
| Theo Bos    | Herrarnas keirin | 2:a Q      |            | DNF              | DNS (12:e)             |
| Teun Mulder | Herrarnas keirin | 3:e        | DSQ        | Gick inte vidare | Gick inte vidare       |

Poänglopp
| Cyklist                 | Gren                | Poäng/varv | Placering |
| ----------------------- | ------------------- | ---------- | --------- |
| Peter Schep             | Herrarnas poänglopp | 0 p        | 20:e      |
| Marianne Vos            | Damernas poänglopp  | 30 p       | Guld      |
| Peter Schep Jens Mouris | Herrarnas Madison   | 6 p        | 8:e       |

## Fotboll
- Huvudartikel: Fotboll vid olympiska sommarspelen 2008
- Herrar

| Nr            | Namn               | Klubb                | Födelsedag        | SM        | Mål       |           | Gult kort · Gult kort · Rött kort | Rött kort |
| Målvakter     | Målvakter          | Målvakter            | Målvakter         | Målvakter | Målvakter | Målvakter | Målvakter                         | Målvakter |
| ------------- | ------------------ | -------------------- | ----------------- | --------- | --------- | --------- | --------------------------------- | --------- |
| 1             | Piet Velthuizen    | Vitesse              | 3 november 1986   | 0         | 0         | 0         | 0                                 | 0         |
| 18            | Kenneth Vermeer    | AFC Ajax             | 10 januari 1986   | 4         | 0         | 0         | 0                                 | 0         |
| Försvarare    |                    |                      |                   |           |           |           |                                   |           |
| 2             | Gianni Zuiverloon  | West Bromwich Albion | 30 december 1986  | 3(1)      | 0         | 1         | 0                                 | 0         |
| 3             | Dirk Marcellis     | PSV Eindhoven        | 13 april 1988     | 4         | 0         | 1         | 0                                 | 0         |
| 4             | Kew Jaliens*       | AZ                   | 15 september 1978 | 3         | 0         | 2         | 0                                 | 0         |
| 5             | Erik Pieters       | PSV Eindhoven        | 7 augusti 1988    | 1(1)      | 0         | 0         | 0                                 | 0         |
| 13            | Calvin Jong-a-Pin  | SC Heerenveen        | 18 augusti 1986   | 3(1)      | 0         | 0         | 0                                 | 0         |
| Mittfältare   |                    |                      |                   |           |           |           |                                   |           |
| 6             | Kees Luyckx        | AZ                   | 11 februari 1986  | 0         | 0         | 0         | 0                                 | 0         |
| 7             | Jonathan de Guzmán | Feyenoord            | 13 september 1987 | 4         | 0         | 1         | 0                                 | 0         |
| 8             | Urby Emanuelson    | AFC Ajax             | 16 juni 1986      | 4         | 0         | 0         | 0                                 | 0         |
| 12            | Hedwiges Maduro    | Valencia             | 13 februari 1985  | 3(1)      | 0         | 0         | 0                                 | 0         |
| 14            | Evander Sno        | Celtic               | 9 april 1987      | 1(1)      | 0         | 1         | 0                                 | 1         |
| 15            | Royston Drenthe    | Real Madrid          | 8 april 1987      | 4         | 0         | 0         | 0                                 | 0         |
| 17            | Otman Bakkal       | PSV Eindhoven        | 27 februari 1985  | 2(2)      | 1         | 0         | 0                                 | 0         |
| Anfallare     |                    |                      |                   |           |           |           |                                   |           |
| 9             | Roy Makaay* (K)    | Feyenoord            | 9 mars 1975       | 2(1)      | 0         | 0         | 0                                 | 0         |
| 10            | Gerald Sibon*      | SC Heerenveen        | 19 april 1974     | 1(3)      | 2         | 1         | 0                                 | 0         |
| 11            | Ryan Babel         | Liverpool            | 19 december 1986  | 4         | 1         | 0         | 0                                 | 0         |
| 16            | Roy Beerens        | SC Heerenveen        | 22 december 1987  | 1(1)      | 0         | 0         | 0                                 | 0         |
| Tränare       |                    |                      |                   |           |           |           |                                   |           |
| Nederländerna | Foppe de Haan      |                      | 26 juni 1943      |           |           |           |                                   |           |

* Spelaren är född tidigare än 1 januari, 1985.
- Grupp B

| Lag           | S | V | O | F | GM | IM | MS | P |
| ------------- | - | - | - | - | -- | -- | -- | - |
| Nigeria       | 3 | 2 | 1 | 0 | 4  | 2  | +2 | 7 |
| Nederländerna | 3 | 1 | 2 | 0 | 3  | 2  | +1 | 5 |
| USA           | 3 | 1 | 1 | 1 | 4  | 4  | 0  | 4 |
| Japan         | 3 | 0 | 0 | 3 | 1  | 4  | −3 | 0 |

|       | 2008-08-07 | Nederländerna U23 | 0 – 0     | Nigeria U23 | Tianjin Olympic Center Stadium, Tianjin  |                                          |
| 19.45 | 19.45      |                   | (Rapport) |             | Publik: 52 390 Domare: Pablo Pozo, Chile | Publik: 52 390 Domare: Pablo Pozo, Chile |
| 19.45 | 19.45      |                   |           |             | Publik: 52 390 Domare: Pablo Pozo, Chile | Publik: 52 390 Domare: Pablo Pozo, Chile |
| 19.45 | 19.45      |                   |           |             | Publik: 52 390 Domare: Pablo Pozo, Chile | Publik: 52 390 Domare: Pablo Pozo, Chile |

|       | 2008-08-10 | USA U23                   | 2 – 2     | Nederländerna U23     | Tianjin Olympic Center Stadium, Tianjin            |                                                    |
| 19.45 | 19.45      | Kljestan 64′ Altidore 72′ | (Rapport) | Babel 16′ Sibon 90+3′ | Publik: 45 016 Domare: Michael Hester, Nya Zeeland | Publik: 45 016 Domare: Michael Hester, Nya Zeeland |
| 19.45 | 19.45      |                           |           |                       | Publik: 45 016 Domare: Michael Hester, Nya Zeeland | Publik: 45 016 Domare: Michael Hester, Nya Zeeland |
| 19.45 | 19.45      |                           |           |                       | Publik: 45 016 Domare: Michael Hester, Nya Zeeland | Publik: 45 016 Domare: Michael Hester, Nya Zeeland |

|       | 2008-08-13 | Nederländerna U23 | 1 – 0     | Japan U23 | Shenyang Olympic Stadium, Shenyang                |                                                   |
| 17.00 | 17.00      | Sibon 73′ (str.)  | (Rapport) |           | Publik: 38 790 Domare: Héctor Baldassi, Argentina | Publik: 38 790 Domare: Héctor Baldassi, Argentina |
| 17.00 | 17.00      |                   |           |           | Publik: 38 790 Domare: Héctor Baldassi, Argentina | Publik: 38 790 Domare: Héctor Baldassi, Argentina |
| 17.00 | 17.00      |                   |           |           | Publik: 38 790 Domare: Héctor Baldassi, Argentina | Publik: 38 790 Domare: Héctor Baldassi, Argentina |

## Slutspel
|  | Kvartsfinal | Kvartsfinal         | Kvartsfinal   |               |               | Semifinal     | Semifinal | Semifinal |             |            | Final      | Final         | Final |
|  |             |                     |               |               |               |               |           |           |             |            |            |               |       |
|  | B1          | Nigeria U23         | 2             |               |               |               |           |           |             |            |            |               |       |
|  | A2          | Elfenbenskusten U23 | 0             |               |               |               |           |           |             |            |            |               |       |
|  | A2          | Elfenbenskusten U23 | 0             |               | B1            | Nigeria U23   | 4         |           |             |            |            |               |       |
|  |             |                     |               |               | B1            | Nigeria U23   | 4         |           |             |            |            |               |       |
|  |             | C2                  | Belgien U23   | 1             |               |               |           |           |             |            |            |               |       |
|  | D1          | C2                  | Belgien U23   | 1             | Italien U23   | 2             |           |           |             |            |            |               |       |
|  | D1          |                     |               |               | Italien U23   | 2             |           |           |             |            |            |               |       |
|  | C2          | Belgien U23         | 3             |               |               |               |           |           |             |            |            |               |       |
|  |             |                     |               |               |               |               |           |           |             |            | B1         | Nigeria U23   | 0     |
|  |             |                     | A1            | Argentina U23 | 1             |               |           |           |             |            |            |               |       |
|  | A1          | Argentina U23       | 2             |               |               |               |           |           |             |            |            |               |       |
|  | B2          | Nederländerna U23   | 1             |               |               |               |           |           |             |            |            |               |       |
|  | B2          | Nederländerna U23   | 1             |               | A1            | Argentina U23 | 3         |           | Bronsmatch  | Bronsmatch | Bronsmatch | Bronsmatch    |       |
|  |             |                     |               |               | A1            | Argentina U23 | 3         |           | Bronsmatch  | Bronsmatch | Bronsmatch | Bronsmatch    |       |
|  |             | C1                  | Brasilien U23 | 0             |               |               |           |           |             |            |            |               |       |
|  | C1          | C1                  | Brasilien U23 | 0             | Brasilien U23 | 2             |           | C2        | Belgien U23 | 0          |            |               |       |
|  | C1          |                     |               |               | Brasilien U23 | 2             |           | C2        | Belgien U23 | 0          |            |               |       |
|  | D2          | Kamerun U23         | 0             |               |               |               |           |           |             |            | C1         | Brasilien U23 | 3     |

- Kvartsfinal

|       | 2008-08-16 | Argentina U23           | 2 – 1 (e.fl.)        | Nederländerna U23 | Shanghai Stadium, Shanghai               |                                          |
| 21.00 | 21.00      | Messi 14′ Di María 105′ | (1–1, 1–1) (Rapport) | Bakkal 36′        | Publik: 51 366 Domare: Jair Marrufo, USA | Publik: 51 366 Domare: Jair Marrufo, USA |
| 21.00 | 21.00      |                         |                      |                   | Publik: 51 366 Domare: Jair Marrufo, USA | Publik: 51 366 Domare: Jair Marrufo, USA |
| 21.00 | 21.00      |                         |                      |                   | Publik: 51 366 Domare: Jair Marrufo, USA | Publik: 51 366 Domare: Jair Marrufo, USA |

## Friidrott
- Huvudartikel: Friidrott vid olympiska sommarspelen 2008

Förkortningar
- Noteringar – Placeringarna avser endast löparens eget heat
- Q = Kvalificerad till nästa omgång
- q = Kvalificerade sig till nästa omgång som den snabbaste idrottaren eller, i fältgrenarna, via placering utan att uppnå kvalgränsen.
- NR = Nationellt rekord
- N/A = Omgången ingick inte i grenen
- Bye = Idrottaren behövde inte delta i denna omgång

Herrar
Bana och landsväg
| Idrottare                                                                                | Gren       | Heat     | Heat      | Kvartsfinal | Kvartsfinal | Semifinal        | Semifinal        | Final            | Final            |
| Idrottare                                                                                | Gren       | Resultat | Placering | Resultat    | Placering   | Resultat         | Placering        | Resultat         | Placering        |
| ---------------------------------------------------------------------------------------- | ---------- | -------- | --------- | ----------- | ----------- | ---------------- | ---------------- | ---------------- | ---------------- |
| Robert Lathouwers                                                                        | 800 m      | 1:46.94  | 3         | i.u.        | i.u.        | Gick inte vidare | Gick inte vidare | Gick inte vidare | Gick inte vidare |
| Kamiel Maase                                                                             | Maraton    | i.u.     | i.u.      | i.u.        | i.u.        | i.u.             | i.u.             | 2:20:30          | 39               |
| Gregory Sedoc                                                                            | 110 m häck | 13.54    | 4 Q       | 13.43       | 3 Q         | 13.60            | 6                | Gick inte vidare | Gick inte vidare |
| Marcel van der Westen                                                                    | 110 m häck | 13.50    | 2 Q       | 13.48       | 4 q         | 13.45            | 6                | Gick inte vidare | Gick inte vidare |
| Caimin Douglas Maarten Heisen Guus Hoogmoed Gregory Sedoc Virgil Spier Patrick van Luijk | 4 x 100 m  | 38.87    | 3 Q       | i.u.        | i.u.        | i.u.             | i.u.             | DSQ              | DSQ              |

Fältgrenar
| Idrottare    | Gren           | Kval    | Kval      | Final   | Final     |
| Idrottare    | Gren           | Distans | Placering | Distans | Placering |
| ------------ | -------------- | ------- | --------- | ------- | --------- |
| Rutger Smith | Kulstötning    | 20.13   | 10 Q      | 20.41   | 9         |
| Rutger Smith | Diskuskastning | 65.65   | 3 Q       | 65.39   | 7         |

Kombinerade grenar – Tiokamp
| Idrottare        | Gren     | 100 m | LJ   | SP    | HJ   | 400 m | 110H  | DT    | PV   | JT    | 1500 m  | Final | Placering |
| ---------------- | -------- | ----- | ---- | ----- | ---- | ----- | ----- | ----- | ---- | ----- | ------- | ----- | --------- |
| Eugène Martineau | Resultat | 11.19 | 7.19 | 13.78 | 1.99 | 49.99 | 14.73 | 44.09 | 4.70 | 71.44 | 4:37.96 | 8055  | 14        |
| Eugène Martineau | Poäng    | 819   | 859  | 715   | 794  | 815   | 882   | 748   | 819  | 911   | 693     | 8055  | 14        |

Damer
Bana & landsväg
| Idrottare       | Gren     | Final    | Final     |
| Idrottare       | Gren     | Resultat | Placering |
| --------------- | -------- | -------- | --------- |
| Hilda Kibet     | 10 000 m | 31:29.69 | 15        |
| Lornah Kiplagat | 30:40.27 | 8        |           |

Kombinerade grenar – Sjukamp
| Mångkampare    | Gren     | 100H  | HJ   | SP    | 200 m | LJ   | JT    | 800 m   | Final   | Placering |
| -------------- | -------- | ----- | ---- | ----- | ----- | ---- | ----- | ------- | ------- | --------- |
| Laurien Hoos   | Resultat | 13.52 | 1.65 | 14.98 | 24.57 | 5.74 | 48.54 | DNS     | DNF     | DNF       |
| Laurien Hoos   | Poäng    | 1047  | 795  | 860   | 927   | 771  | 832   | 0       | DNF     | DNF       |
| Jolanda Keizer | Resultat | 13.90 | 1.83 | 15.15 | 23.97 | 6.15 | 42.76 | 2:15.21 | 6370 PB | 9*        |
| Jolanda Keizer | Poäng    | 993   | 1016 | 871   | 984   | 896  | 720   | 890     | 6370 PB | 9*        |

## Fäktning
- Huvudartikel: Fäktning vid olympiska sommarspelen 2008

Herrar
| Idrottare     | Gren                | Omgång 1          | Sextondelsfinal      | Åttondelsfinal       | Kvartsfinal              | Semifinal         | Final / BM        | Final / BM       |
| Idrottare     | Gren                | Motståndare Poäng | Motståndare Poäng    | Motståndare Poäng    | Motståndare Poäng        | Motståndare Poäng | Motståndare Poäng | Placering        |
| ------------- | ------------------- | ----------------- | -------------------- | -------------------- | ------------------------ | ----------------- | ----------------- | ---------------- |
| Bas Verwijlen | Värja, individuellt | BYE               | Wang L (CHN) W 15–10 | Kauter (SUI) W 15–13 | Tagliariol (ITA) L 11–15 | Gick inte vidare  | Gick inte vidare  | Gick inte vidare |

Damer
| Idrottare        | Gren                  | Omgång 1               | Sextondelsfinal        | Åttondelsfinal    | Kvartsfinal       | Semifinal         | Final / BM        | Final / BM       |
| Idrottare        | Gren                  | Motståndare Poäng      | Motståndare Poäng      | Motståndare Poäng | Motståndare Poäng | Motståndare Poäng | Motståndare Poäng | Placering        |
| ---------------- | --------------------- | ---------------------- | ---------------------- | ----------------- | ----------------- | ----------------- | ----------------- | ---------------- |
| Indra Angad-Gaur | Florett, individuellt | El Gammal (EGY) W 13–4 | Granbassi (ITA) L 6–11 | Gick inte vidare  | Gick inte vidare  | Gick inte vidare  | Gick inte vidare  | Gick inte vidare |

## Gymnastik
- Huvudartikel: Gymnastik vid olympiska sommarspelen 2008

### Artistisk gymnastik
Herrar
| Gymnast         | Gren | Kval    | Kval    | Kval    | Kval    | Kval    | Kval    | Kval   | Kval      | Final   | Final   | Final   | Final   | Final   | Final   | Final  | Final     |
| Gymnast         | Gren | Redskap | Redskap | Redskap | Redskap | Redskap | Redskap | Totalt | Placering | Redskap | Redskap | Redskap | Redskap | Redskap | Redskap | Totalt | Placering |
| Gymnast         | Gren | F       | PH      | R       | V       | PB      | HB      | Totalt | Placering | F       | PH      | R       | V       | PB      | HB      | Totalt | Placering |
| --------------- | ---- | ------- | ------- | ------- | ------- | ------- | ------- | ------ | --------- | ------- | ------- | ------- | ------- | ------- | ------- | ------ | --------- |
| Epke Zonderland | Räck | i.u.    | i.u.    | i.u.    | i.u.    | i.u.    | 15.750  | 15.750 | 4 Q       | i.u.    | i.u.    | i.u.    | i.u.    | i.u.    | 15.000  | 15.000 | 7         |

Damer
| Gymnast        | Gren     | Kval    | Kval    | Kval    | Kval    | Kval   | Kval      | Final            | Final            | Final            | Final            | Final            | Final            |
| Gymnast        | Gren     | Redskap | Redskap | Redskap | Redskap | Totalt | Placering | Redskap          | Redskap          | Redskap          | Redskap          | Totalt           | Placering        |
| Gymnast        | Gren     | F       | V       | UB      | BB      | Totalt | Placering | F                | V                | UB               | BB               | Totalt           | Placering        |
| -------------- | -------- | ------- | ------- | ------- | ------- | ------ | --------- | ---------------- | ---------------- | ---------------- | ---------------- | ---------------- | ---------------- |
| Suzanne Harmes | Mångkamp | 13.825  | 14.825  | 13.825  | 14.600  | 57.075 | 32        | Gick inte vidare | Gick inte vidare | Gick inte vidare | Gick inte vidare | Gick inte vidare | Gick inte vidare |

## Judo
Herrar
| Idrottare            | Gren                     | Inledande omgång     | Sextondelsfinal            | Åttondelsfinal               | Kvartsfinal                  | Semifinal                   | Återkval 1           | Återkval 2           | Återkval 3           | Final / BM                     | Final / BM       |
| Idrottare            | Gren                     | Motståndare Resultat | Motståndare Resultat       | Motståndare Resultat         | Motståndare Resultat         | Motståndare Resultat        | Motståndare Resultat | Motståndare Resultat | Motståndare Resultat | Motståndare Resultat           | Placering        |
| -------------------- | ------------------------ | -------------------- | -------------------------- | ---------------------------- | ---------------------------- | --------------------------- | -------------------- | -------------------- | -------------------- | ------------------------------ | ---------------- |
| Ruben Houkes         | Extra lättvikt (-60 kg)  | BYE                  | Will (CAN) W 0011–0001     | Alexanidis (GRE) W 0001–0000 | Guédez (VEN) W 0010–0001     | Choi (KOR) L 0000–1000      | BYE                  | BYE                  | BYE                  | Yekutiel (ISR) W 1000–0000     | 3                |
| Dex Elmont           | Halv lättvikt (-66 kg)   | BYE                  | Madeira (MOZ) W 1000–0000  | Takata (USA) L 0000–0001     | Gick inte vidare             | Gick inte vidare            | Gick inte vidare     | Gick inte vidare     | Gick inte vidare     | Gick inte vidare               | Gick inte vidare |
| Guillaume Elmont     | Halv mellanvikt (-81 kg) | BYE                  | Nyamkhüü (MGL) W 0001–0000 | Maddaloni (ITA) W 1001–0000  | Mrvaljević (MNE) W 0010–0000 | Kim J-B (KOR) L 0000–0001   | BYE                  | BYE                  | BYE                  | Camilo (BRA) L 0001–1100       | 5                |
| Mark Huizinga        | Mellanvikt (-90 kg)      | i.u.                 | Iliadis (GRE) W 1010–0001  | Aschwanden (SUI) L 0010–1101 | Gick inte vidare             | Gick inte vidare            | Gick inte vidare     | Gick inte vidare     | Gick inte vidare     | Gick inte vidare               | Gick inte vidare |
| Henk Grol            | Halv tungvikt (-100 kg)  | i.u.                 | Corrêa (BRA) W 0210–0001   | Ze'evi (ISR) W 0010–0001     | Matyjaszek (POL) W 1000–0000 | Zjitkejev (KAZ) L 0100–1010 | BYE                  | BYE                  | BYE                  | Zhorzholiani (GEO) W 0020–0000 | 3                |
| Dennis van der Geest | Tungvikt (+100 kg)       | BYE                  | Tmenov (RUS) L 0000–0101   | Gick inte vidare             | Gick inte vidare             | Gick inte vidare            | Gick inte vidare     | Gick inte vidare     | Gick inte vidare     | Gick inte vidare               | Gick inte vidare |

Damer
| Idrottare              | Gren                     | Sextondelsfinal               | Åttondelsfinal             | Kvartsfinal                 | Semifinal              | Återkval 1           | Återkval 2                 | Återkval 3               | Final / BM                    | Final / BM       |
| Idrottare              | Gren                     | Motståndare Resultat          | Motståndare Resultat       | Motståndare Resultat        | Motståndare Resultat   | Motståndare Resultat | Motståndare Resultat       | Motståndare Resultat     | Motståndare Resultat          | Placering        |
| ---------------------- | ------------------------ | ----------------------------- | -------------------------- | --------------------------- | ---------------------- | -------------------- | -------------------------- | ------------------------ | ----------------------------- | ---------------- |
| Deborah Gravenstijn    | Lättvikt (-57 kg)        | BYE                           | Quadros (BRA) W 0001–0000  | Fernández (ESP) W 0001–0000 | Xu Y (CHN) W 0100–0010 | BYE                  | BYE                        | BYE                      | Quintavalle (ITA) L 0001–0011 | 2                |
| Elisabeth Willeboordse | Halv mellanvikt (-63 kg) | Koval (RUS) W 0012–0010       | Saidi (ALG) W 1100–0001    | Won O-I (PRK) L 0000–0200   | Gick inte vidare       | BYE                  | Krukower (ARG) W 0230–0000 | Žolnir (SLO) W 0001–0000 | González (CUB) W 0001–0000    | 3                |
| Edith Bosch            | Mellanvikt (-70 kg)      | Nasiga (FIJ) W 1000–0001      | Ouerdane (ALG) W 0110–0010 | Rousey (USA) W 1000–0000    | Ueno (JPN) L 0001–0110 | BYE                  | BYE                        | BYE                      | Iglesias (ESP) W 1001–0000    | 3                |
| Carola Uilenhoed       | Tungvikt (+78 kg)        | Tserenkhand (MGL) L 0001–0010 | Gick inte vidare           | Gick inte vidare            | Gick inte vidare       | Gick inte vidare     | Gick inte vidare           | Gick inte vidare         | Gick inte vidare              | Gick inte vidare |

## Kanotsport
Slalom
| Robert Bouten | Herrarnas K-1 slalom | 86.26  | 11 | 88.90  | 16 | 175.16 | 14 Q | 88.40  | 5 Q  | 139.59 | 9 | 227.99 | 9 |
| Ariane Herde  | Damernas K-1 slalom  | 102.30 | 12 | 117.98 | 20 | 222.28 | 13 Q | 117.60 | 10 Q | 114.39 | 6 | 231.99 | 6 |

## Konstsim
| Idrottare                                  | Gren           | Teknisk rutin | Teknisk rutin | Fri rutin (inledande) | Fri rutin (inledande)  | Fri rutin (inledande) | Fri rutin (final) | Fri rutin (final)      | Fri rutin (final) |
| Idrottare                                  | Gren           | Poäng         | Placering     | Poäng                 | Totalt (teknisk + fri) | Placering             | Placering         | Totalt (teknisk + fri) | Placering         |
| ------------------------------------------ | -------------- | ------------- | ------------- | --------------------- | ---------------------- | --------------------- | ----------------- | ---------------------- | ----------------- |
| Bianca van der Velden Sonja van der Velden | Damernas duett | 45.584        | 10            | 45.834                | 91.418                 | 9 Q                   | 46.083            | 91.667                 | 9                 |

## Landhockey
Herrar
Coach: Roelant Oltmans
| 1. Guus Vogels (GK) 2. Geert-Jan Derikx 3. Rob Derikx 4. Thomas Boerma 5. Sander van der Weide 6. Ronald Brouwer 7. Roderick Weusthof 8. Taeke Taekema | 1. Laurence Docherty 2. Jeroen Delmee (c) 3. Teun de Nooijer 4. Rob Reckers 5. Matthijs Brouwer 6. Jeroen Hertzberger 7. Timme Hoyng 8. Robert van der Horst |

Reserver:
1. Jaap Stockmann (GK)
2. Rogier Hofman

Gruppspel
|                | Pld | W | D | L | GF | GA | GD  | Pts |
| -------------- | --- | - | - | - | -- | -- | --- | --- |
| Nederländerna  | 5   | 4 | 1 | 0 | 16 | 6  | +10 | 13  |
| Australien     | 5   | 3 | 2 | 0 | 24 | 7  | +17 | 11  |
| Storbritannien | 5   | 2 | 2 | 1 | 10 | 7  | +3  | 8   |
| Pakistan       | 5   | 2 | 0 | 3 | 11 | 13 | −2  | 6   |
| Kanada         | 5   | 1 | 1 | 3 | 10 | 17 | −7  | 4   |
| Sydafrika      | 5   | 0 | 0 | 5 | 4  | 25 | −21 | 0   |

Slutspel
|  | Semifinaler     | Semifinaler     |   |                 | Final           | Final |  |
|  |                 |                 |   |                 |                 |       |  |
|  | 21 augusti 2008 |                 |   |                 |                 |       |  |
|  | Nederländerna   | 1 (3)           |   |                 |                 |       |  |
|  | Tyskland (p.s.) | 1 (4)           |   |                 |                 |       |  |
|  |                 |                 |   |                 |                 |       |  |
|  |                 |                 |   |                 | 23 augusti 2008 |       |  |
|  |                 |                 |   |                 | Tyskland        | 1     |  |
|  |                 | Spanien         | 0 |                 |                 |       |  |
|  |                 |                 |   |                 |                 |       |  |
|  |                 |                 |   |                 |                 |       |  |
|  |                 |                 |   |                 | Bronsmatch      |       |  |
|  | 21 augusti 2008 | 21 augusti 2008 |   | 23 augusti 2008 | 23 augusti 2008 |       |  |
|  | Spanien         | 3               |   | Nederländerna   | 2               |       |  |
|  | Australien      | 2               |   |                 | Australien      | 6     |  |

Damer
Coach: Marc Lammers
| 1. Lisanne de Roever (GK) 2. Eefke Mulder 3. Fatima Moreira de Melo 4. Miek van Geenhuizen 5. Wieke Dijkstra 6. Maartje Goderie 7. Lidewij Welten 8. Minke Smabers | 1. Minke Booij (c) 2. Janneke Schopman 3. Maartje Paumen 4. Naomi van As 5. Ellen Hoog 6. Sophie Polkamp 7. Eva de Goede 8. Marilyn Agliotti |

Reserver:
1. Kelly Jonker
2. Floortje Engels (GK)

Gruppspel
|               | Pld | W | D | L | GF | GA | GD  | Pts |
| ------------- | --- | - | - | - | -- | -- | --- | --- |
| Nederländerna | 5   | 5 | 0 | 0 | 14 | 3  | +11 | 15  |
| Kina          | 5   | 3 | 1 | 1 | 14 | 4  | +10 | 10  |
| Australien    | 5   | 3 | 1 | 1 | 17 | 9  | +8  | 10  |
| Spanien       | 5   | 2 | 0 | 3 | 4  | 12 | −8  | 6   |
| Sydkorea      | 5   | 1 | 0 | 4 | 13 | 18 | −5  | 3   |
| Sydafrika     | 5   | 0 | 0 | 5 | 2  | 18 | −16 | 0   |

Slutspel
|  | Semifinaler     | Semifinaler     |   |                 | Final           | Final |  |
|  |                 |                 |   |                 |                 |       |  |
|  | 20 augusti 2008 |                 |   |                 |                 |       |  |
|  | Tyskland        | 2               |   |                 |                 |       |  |
|  | Kina            | 3               |   |                 |                 |       |  |
|  |                 |                 |   |                 |                 |       |  |
|  |                 |                 |   |                 | 22 augusti 2008 |       |  |
|  |                 |                 |   |                 | Kina            | 0     |  |
|  |                 | Nederländerna   | 2 |                 |                 |       |  |
|  |                 |                 |   |                 |                 |       |  |
|  |                 |                 |   |                 |                 |       |  |
|  |                 |                 |   |                 | Bronsmatch      |       |  |
|  | 20 augusti 2008 | 20 augusti 2008 |   | 22 augusti 2008 | 22 augusti 2008 |       |  |
|  | Nederländerna   | 5               |   | Tyskland        | 1               |       |  |
|  | Argentina       | 2               |   |                 | Argentina       | 3     |  |

## Modern Femkamp
- Huvudartikel: Modern femkamp vid olympiska sommarspelen 2008

## Ridsport

### Dressyr
| Idrottare                                                        | Häst          | Gren                 | Grand Prix | Grand Prix | Grand Prix Special | Grand Prix Special | Grand Prix Fristil | Grand Prix Fristil | Totalt      | Totalt      |
| Idrottare                                                        | Häst          | Gren                 | Poäng      | Placering  | Poäng              | Placering          | Poäng              | Placering          | Poäng       | Placering   |
| ---------------------------------------------------------------- | ------------- | -------------------- | ---------- | ---------- | ------------------ | ------------------ | ------------------ | ------------------ | ----------- | ----------- |
| Hans Peter Minderhoud                                            | Exquis Nadine | Individuell dressyr  | 69,625     | 11 Q       | 70,920             | 7 Q                | 75,150             | 5                  | 73,035      | 5           |
| Imke Schellekens-Bartels                                         | Sunrise       | Individuell dressyr  | 70,875     | 5 Q        | Drog sig ur        | Drog sig ur        | Drog sig ur        | Drog sig ur        | Drog sig ur | Drog sig ur |
| Anky van Grunsven                                                | Salinero      | Individuell dressyr  | 74,750     | 2 Q        | 74,960             | 2 Q                | 82,400             | 1                  | 78,680      | 1           |
| Hans Peter Minderhoud Imke Schellekens-Bartels Anky van Grunsven | Se ovan       | Lagtävling i dressyr | 71,750     | 4          | i.u.               | i.u.               | i.u.               | i.u.               | 71,750      | 2           |

### Fälttävlan
| Ryttare  | Häst     | Gren                   | Dressyr | Dressyr   | Terräng | Terräng | Terräng   | Hoppning | Hoppning | Hoppning  | Hoppning | Hoppning | Hoppning  | Totalt | Totalt    |
| Ryttare  | Häst     | Gren                   | Dressyr | Dressyr   | Terräng | Terräng | Terräng   | Kval     | Kval     | Kval      | Final    | Final    | Final     | Totalt | Totalt    |
| Ryttare  | Häst     | Gren                   | Straff  | Placering | Straff  | Totalt  | Placering | Straff   | Totalt   | Placering | Straff   | Totalt   | Placering | Straff | Placering |
| -------- | -------- | ---------------------- | ------- | --------- | ------- | ------- | --------- | -------- | -------- | --------- | -------- | -------- | --------- | ------ | --------- |
| Tim Lips | Oncarlos | Individuell fälttävlan | 52,60   | 41        | 22,40   | 75,00   | 28        | 0,00     | 75,00    | 21 Q      | 0,00     | 75,00    | 15        | 75,00  | 15        |

### Hoppning
| Ryttare                                                     | Häst                   | Gren                  | Kval     | Kval      | Kval     | Kval     | Kval      | Kval     | Kval     | Kval      | Final            | Final            | Final            | Final            | Final            | Totalt | Totalt    |
| Ryttare                                                     | Häst                   | Gren                  | Omgång 1 | Omgång 1  | Omgång 2 | Omgång 2 | Omgång 2  | Omgång 3 | Omgång 3 | Omgång 3  | Omgång A         | Omgång A         | Omgång B         | Omgång B         | Omgång B         | Totalt | Totalt    |
| Ryttare                                                     | Häst                   | Gren                  | Straff   | Placering | Straff   | Totalt   | Placering | Straff   | Totalt   | Placering | Straff           | Placering        | Straff           | Totalt           | Placering        | Straff | Placering |
| ----------------------------------------------------------- | ---------------------- | --------------------- | -------- | --------- | -------- | -------- | --------- | -------- | -------- | --------- | ---------------- | ---------------- | ---------------- | ---------------- | ---------------- | ------ | --------- |
| Angelique Hoorn                                             | Blauwendraad's O'Brien | Individuell hoppning  | 4        | 30        | 4        | 8        | 16 Q      | 8        | 16       | 18 Q      | 0                | =1 Q             | 4                | 4                | =3 JO            | 8      | 9         |
| Marc Houtzager                                              | Opium VS               | Individuell hoppning  | 2        | 28        | 1        | 3        | 7 Q       | 5        | 8        | 8 Q       | 0                | =1 Q             | 4                | 4                | =3 JO            | 8      | 8         |
| Gerco Schröder                                              | Monaco                 | Individuell hoppning  | 5        | 39        | 12       | 17       | 37 Q      | 4        | 21       | 29 Q      | 4                | 11 Q             | 12               | 16               | =15              | 12     | 16        |
| Vincent Voorn                                               | Alpapillon-Armanie     | Individuell hoppning  | 0        | =1        | 16       | 16       | 35 Q      | 27       | 43       | 44        | Gick inte vidare | Gick inte vidare | Gick inte vidare | Gick inte vidare | Gick inte vidare | 43     | 44        |
| Angelique Hoorn Marc Houtzager Gerco Schröder Vincent Voorn | Se ovan                | Lagtävling i hoppning | i.u.     | i.u.      | i.u.     | i.u.     | i.u.      | i.u.     | i.u.     | i.u.      | 17               | 6                | 17               | 34               | =4               | 34     | =4        |

## Rodd
Herrar
| Idrottare | Gren                        | Heat    | Heat      | Återkval | Återkval  | Kvartsfinal | Kvartsfinal | Semifinal | Semifinal | Final   | Final     | Final |
| Idrottare | Gren                        | Tid     | Placering | Tid      | Placering | Tid         | Placering   | Tid       | Placering | Tid     | Placering |       |
| --- | --------------------------- | ------- | --------- | -------- | --------- | ----------- | ----------- | --------- | --------- | ------- | --------- | ----- |
| Sjoerd Hamburger | Singelsculler               | 7:27,05 | 2 QF      | i.u.     | i.u.      | 6:57,24     | 4 SC/D      | 7:10,06   | 1 FD      | 6:58,71 | 13        |       |
| Geert Cirkel Jan-Willem Gabriëls Matthijs Vellenga Gijs Vermeulen                                                                                                 | Fyra utan styrman           | 6:00,50 | 1 SA/B    | BYE      | BYE       | i.u.        | i.u.        | 6:02,46   | 4 FB      | 6:06,37 | 8         |       |
| Paul Drewes Marshall Godschalk Ivo Snijders Gerard van der Linden                                                                                                 | Lättvikts-fyra utan styrman | 5:57,54 | 4 R       | 6:25,25  | 2 SA/B    | i.u.        | i.u.        | 6:08,73   | 3 FA      | 5:54,06 | 6         |       |
| Rogier Blink Jozef Klaassen Meindert Klem David Kuiper Diederik Simon Olivier Siegelaar* Mitchel Steenman Olaf van Andel Peter Wiersum (styrman) Reinder Lubbers* | Åtta med styrman            | 5:40,48 | 3 R       | 5:42,62  | 3 FA      | i.u.        | i.u.        | i.u.      | i.u.      | 5:29,26 | 4         |       |

Damer
| Idrottare | Gren                    | Heat    | Heat      | Återkval | Återkval  | Semifinal | Semifinal | Final   | Final     | Final |
| Idrottare | Gren                    | Tid     | Placering | Tid      | Placering | Tid       | Placering | Tid     | Placering |       |
| --- | ----------------------- | ------- | --------- | -------- | --------- | --------- | --------- | ------- | --------- | ----- |
| Marit van Eupen Kirsten van der Kolk | Lättvikts-dubbelsculler | 6:50,90 | 1 SA/B    | BYE      | BYE       | 7:03,87   | 1 FA      | 6:54,74 | 1         |       |
| Femke Dekker Annemiek de Haan Nienke Kingma Roline Repelaer van Driel Annemarieke van Rumpt Sarah Siegelaar Marlies Smulders Helen Tanger Ester Workel (styrman) | Åtta med styrman        | 6:07,41 | 2 R       | 6:11,58  | 2 FA      | i.u.      | i.u.      | 6:07,22 | 2         |       |

## Segling
Herrar
| Seglare                  | Gren  | Lopp | Lopp | Lopp | Lopp | Lopp | Lopp | Lopp | Lopp | Lopp | Lopp | Lopp | Summerad poäng | Finalplacering |
| Seglare                  | Gren  | 1    | 2    | 3    | 4    | 5    | 6    | 7    | 8    | 9    | 10   | M*   | Summerad poäng | Finalplacering |
| ------------------------ | ----- | ---- | ---- | ---- | ---- | ---- | ---- | ---- | ---- | ---- | ---- | ---- | -------------- | -------------- |
| Casper Bouman            | RS:X  | 20   | 27   | 21   | 22   | 4    | 1    | 1    | 2    | 20   | 21   | EL   | 112            | 15             |
| Rutger van Schaardenburg | Laser | 32   | 29   | 34   | 32   | 25   | 18   | 30   | 26   | 20   | CAN  | EL   | 216            | 37             |
| Kalle Coster Sven Coster | 470   | 11   | 15   | 12   | 2    | 8    | 15   | 2    | 8    | 4    | 2    | 14   | 78             | 4              |

M = Medaljlopp; EL = Eliminerad – gick inte vidare till medaljloppet;
Damer
| Seglare                                    | Gren    | Lopp | Lopp | Lopp | Lopp | Lopp | Lopp | Lopp | Lopp | Lopp | Lopp | Lopp | Summerad poäng | Finalplacering |
| Seglare                                    | Gren    | 1    | 2    | 3    | 4    | 5    | 6    | 7    | 8    | 9    | 10   | M*   | Summerad poäng | Finalplacering |
| ------------------------------------------ | ------- | ---- | ---- | ---- | ---- | ---- | ---- | ---- | ---- | ---- | ---- | ---- | -------------- | -------------- |
| Lobke Berkhout Marcelien de Koning         | 470     | 3    | 1    | 9    | 5    | 2    | 2    | 10   | 7    | 4    | 16   | 10   | 53             | 2              |
| Annemieke Bes Mandy Mulder Merel Witteveen | Yngling | 9    | 1    | 2    | 13   | 1    | 5    | 4    | 1    | CAN  | CAN  | 8    | 31             | 2              |

M = Medaljlopp; EL = Eliminerad – gick inte vidare till medaljloppet;
Öppen
| Seglare                     | Gren      | Lopp | Lopp | Lopp | Lopp | Lopp | Lopp | Lopp | Lopp | Lopp | Lopp | Lopp | Summerad poäng | Finalplacering |
| Seglare                     | Gren      | 1    | 2    | 3    | 4    | 5    | 6    | 7    | 8    | 9    | 10   | M*   | Summerad poäng | Finalplacering |
| --------------------------- | --------- | ---- | ---- | ---- | ---- | ---- | ---- | ---- | ---- | ---- | ---- | ---- | -------------- | -------------- |
| Pieter-Jan Postma           | Finnjolle | 19   | 15   | 16   | 22   | 15   | 2    | 10   | 16   | CAN  | CAN  | EL   | 93             | 14             |
| Mitch Booth Pim Nieuwenhuis | Tornado   | 3    | 13   | 8    | 3    | 10   | 2    | 8    | 2    | 11   | 10   | 6    | 64             | 5              |

M = Medaljlopp; EL = Eliminerad – gick inte vidare till medaljloppet;

## Simning
- Huvudartikel: Simning vid olympiska sommarspelen 2008

## Softboll
De bästa fyra lagen gick vidare till semifinalen.
Alla tider är kinesisk tid (UTC+8)
| Lag              | Vinster | Förluster | RS | RA | WIN%  | GB | Tiebreaker      |
| ---------------- | ------- | --------- | -- | -- | ----- | -- | --------------- |
| USA              | 7       | 0         | 53 | 1  | 1,000 | -  | -               |
| Japan            | 6       | 1         | 23 | 13 | ,857  | 1  | -               |
| Australien       | 5       | 2         | 30 | 11 | ,714  | 2  | -               |
| Kanada           | 3       | 4         | 17 | 23 | ,429  | 4  | -               |
| Kinesiska Taipei | 2       | 5         | 10 | 23 | ,286  | 5  | 2-0 mot CHN/VEN |
| Kina             | 2       | 5         | 19 | 21 | ,286  | 5  | 1-1 mot TPE/VEN |
| Venezuela        | 2       | 5         | 15 | 35 | ,286  | 5  | 0-2 mot CHN/TPE |
| Nederländerna    | 1       | 6         | 8  | 48 | ,143  | 6  | -               |

## Taekwondo
| Idrottare      | Gren             | Åttondelsfinaler     | Kvartsfinaler        | Semifinaer           | Återkval             | Bronsmatch           | Final                | Final            |
| Idrottare      | Gren             | Motståndare Resultat | Motståndare Resultat | Motståndare Resultat | Motståndare Resultat | Motståndare Resultat | Motståndare Resultat | Placering        |
| -------------- | ---------------- | -------------------- | -------------------- | -------------------- | -------------------- | -------------------- | -------------------- | ---------------- |
| Dennis Bekkers | Herrarnas −68 kg | Son T-J (KOR) L 3–4  | Gick inte vidare     | Gick inte vidare     | Tazegül (TUR) L 2–3  | Gick inte vidare     | Gick inte vidare     | Gick inte vidare |

## Triathlon
| Triathlet    | Gren                | Simning (1,5 km) | Trans 1 | Cykling (40 km) | Trans 2 | Löpning (10 km) | Total tid  | Placering |
| ------------ | ------------------- | ---------------- | ------- | --------------- | ------- | --------------- | ---------- | --------- |
| Sander Berk  | Herrarnas triathlon | 18:13            | 0:28    | 59:06           | 0:34    | 33:57           | 1:52:18,09 | 31        |
| Lisa Mensink | Damernas triathlon  | 20:03            | 0:28    | 1:07:44         | 0:33    | 41:30           | 2:10:18,98 | 45        |

## Vattenpolo
- Huvudartikel: Vattenpolo vid olympiska sommarspelen 2008

## Volleyboll
- Huvudartikel: Volleyboll vid olympiska sommarspelen 2008